# سباستین فون هورنر
سباستین فون هورنر (انگلیسی: Sebastian von Hoerner؛ زاده ۱۵ آوریل ۱۹۱۹ درگذشته ۷ ژانویهٔ ۲۰۰۳) یک فیزیک‌دان اهل آلمان بود.